# Europese kampioenschappen kunstschaatsen 2009

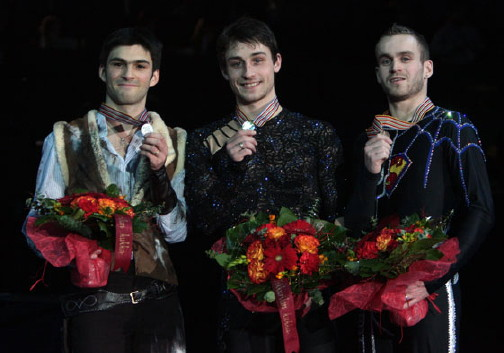
Huldiging heren tijdens de Europese kampioenschappen kunstschaatsen 2009

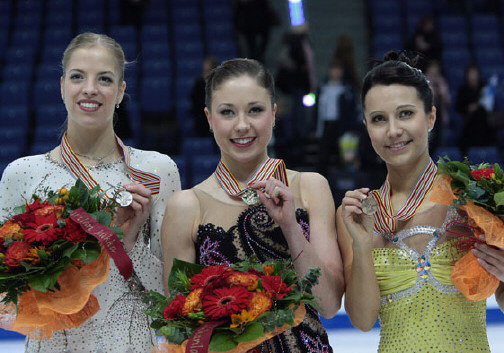
Huldiging dames tijdens de Europese kampioenschappen kunstschaatsen 2009

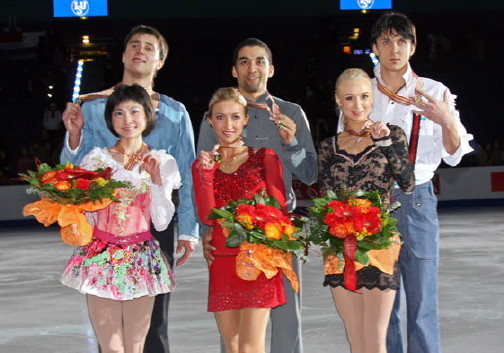
Huldiging paren tijdens de Europese kampioenschappen kunstschaatsen 2009

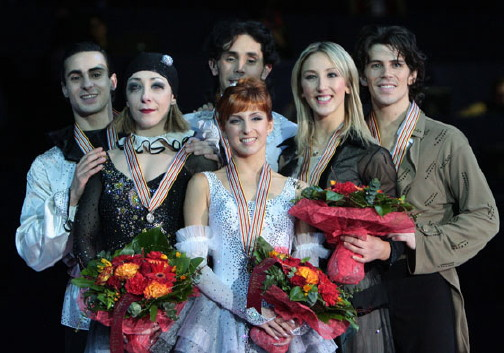
Huldiging ijsdansen tijdens de Europese kampioenschappen kunstschaatsen 2009

De Europese kampioenschappen kunstschaatsen zijn wedstrijden die samen een jaarlijks terugkerend evenement vormen, georganiseerd door de Internationale Schaatsunie (ISU).
De kampioenschappen van 2009 vonden plaats van 20 tot en met 24 januari in de Hartwall Areena in Helsinki. Het was de derde keer, na het EK van 1977 en het EK van 1993, dat de kampioenschappen in Helsinki en in Finland plaatsvonden.
Voor de mannen was het de 101e editie, voor de vrouwen en paren was het de 73e editie en voor de ijsdansers de 56e editie.
Dit evenement is een van de vier kampioenschappen die de ISU jaarlijks organiseert. De andere kampioenschappen zijn de WK Kunstschaatsen, de WK Kunstschaatsen junioren en het Vier Continenten Kampioenschap (voor Afrika, Azië, Amerika en Oceanië).
| Programma | Programma          | Programma           | Programma            | Programma          | Programma           | Programma         |
| --------- | ------------------ | ------------------- | -------------------- | ------------------ | ------------------- | ----------------- |
|           | dinsdag 20 januari | woensdag 21 januari | donderdag 22 januari | vrijdag 23 januari | zaterdag 24 januari | zondag 25 januari |
| Paren     | korte kür          | lange kür           |                      |                    |                     | Gala              |
| Mannen    |                    | korte kür           | lange kür            |                    |                     | Gala              |
| IJsdansen | verplichte kür     |                     | originele kür        | lange kür          |                     | Gala              |
| Vrouwen   |                    |                     |                      | korte kür          | lange kür           | Gala              |

## Deelnemende landen
Alle Europese ISU-leden hadden het recht om één startplaats per discipline in te vullen. Extra startplaatsen (met een maximum van drie per discipline) zijn verdiend op basis van eindklasseringen op het EK van 2008
Vierendertig landen schreven deelnemers in voor dit toernooi, waaronder Ierland dat voor het eerst een deelnemer inschreef voor het EK Kunstschaatsen; Clara Peters nam deel in het vrouwentoernooi. Het recordaantal van 122 startplaatsen uit 1994 werd deze editie verhoogd naar 128 startplaatsen.
Voor België namen Kevin Van der Perren voor de tiende keer en junior Ruben Blommaert voor de tweede keer deel in het mannentoernooi. In het vrouwentoernooi nam Isabelle Pieman voor de derde keer deel. Voor Nederland debuteerden de junioren Boyito Mulder in het mannentoernooi en Manouk Gijsman in het vrouwentoernooi.
(Tussen haakjes het totaal aantal startplaatsen over de vier disciplines.)
| Rusland(11) Frankrijk (9) Italië (9) Verenigd Koninkrijk (7) Duitsland (6) Oekraïne (6) Zwitserland (6) | Finland (5) Bulgarije (4) Hongarije (4) Polen (4) Tsjechië (4) Wit-Rusland (4) Zweden (4) | Azerbeidzjan (3) België (3) Estland (3) Griekenland (3) Israël (3) Litouwen (3) Oostenrijk (3) | Slowakije (3) Armenië (2) Georgië (2) Kroatië (2) Nederland (2) Roemenië (2) Slovenië (2) | Spanje (2) Turkije (2) Bosnië en Herzegovina (1) Denemarken (1) Ierland (1) Letland (1) Noorwegen (1) |

## Medaille verdeling
Bij de mannen werd de Fransman Brian Joubert voor de derde keer Europees kampioen, ook in 2004 en 2007 behaalde hij de titel. Het was zijn achtste opeenvolgende medaille op acht deelnames. In 2003 en 2005 werd hij tweede en in 2002, 2006 en 2008 derde. Zijn voormalige landgenoot, en nu voor Italië uitkomend, Samuel Contesti op plaats twee stond voor het eerst op het erepodium. Hij was de tweede Italiaan die het Europese podium bij de mannen haalde. Van 1950-1954 stond Carlo Fassi vijf opeenvolgende jaren op het podium (3-3-2-1-1). En passant bezorgde hij met deze prestatie Italië drie startplaatsen bij de mannen in 2010. De Belg Kevin Van der Perren op plaats drie stond voor de tweede keer op het erepodium, ook in 2007 werd hij derde. Het was voor België de derde medaille in het mannentoernooi, in 1947 werd Fernand Leemans ook derde.
Bij de vrouwen werd de Finse Laura Lepistö de 30e Europees kampioene in het vrouwentoernooi. Het was voor Finland de tweede Europese titel ooit in het kunstschaatsen, in 1995 werd het ijsdanspaar Susanna Rahkamo / Petri Kokko Europees kampioen. Het was Lepistö haar tweede EK medaille, in 2008 won ze bij haar debuut de bronzen medaille. De tweevoudig Europees kampioene (2007, 2008) Carolina Kostner eindigde op de tweede plaats. Het was haar vierde medaille, in 2006 werd ze derde. De derde medaille ging ook naar Finland. Susanna Pöykiö op plaats drie veroverde haar tweede EK medaille na haar zilveren medaille in 2005.
Dezelfde drie paren die in 2008 op het podium stonden, namen er dit jaar weer plaats op. Het Duitse paar Aliona Savchenko / Robin Szolkowy prolongeerde de Europese titel. Het was hun derde titel en hun vierde medaille oprij, in 2006 werden ze tweede. De plaatsen twee en drie werden ingenomen door twee Russische paren, respectievelijk Yuko Kawaguchi / Alexander Smirnov, in 2008 derde, en Maria Moechortova / Maksim Trankov, in 2008 tweede. Voor beide paren was het hun tweede medaille.
Bij het ijsdansen werd het Russische paar Jana Chochlova / Sergej Novitski het 26e paar die de Europese titel veroverden. Het was hun tweede medaille, in 2008 werden ze derde. Het paar Federica Faiella / Massimo Scali op plaats twee veroverden hun eerste en voor het eerst sinds 2002 weer een medaille voor Italië bij het ijsdansen toen Barbara Fusar-Poli / Maurizio Margaglio ook de zilveren medaille wonnen. Broer en zus Sinead Kerr / John Kerr op plaats drie veroverden ook hun eerste medaille. Het was voor Groot-Brittannië voor het eerst sinds 1994 dat er weer een medaille bij het ijsdansen werd gewonnen, het paar Jayne Torvill / Christopher Dean werden toen Europees kampioen.
| Discipline | Goud                              | Zilver                             | Brons                              |
| ---------- | --------------------------------- | ---------------------------------- | ---------------------------------- |
| Mannen     | Brian Joubert                     | Samuel Contesti                    | Kevin Van der Perren               |
| Vrouwen    | Laura Lepistö                     | Carolina Kostner                   | Susanna Pöykiö                     |
| Paren      | Aliona Savchenko / Robin Szolkowy | Yuko Kawaguchi / Alexander Smirnov | Maria Moechortova / Maksim Trankov |
| IJsdansen  | Jana Chochlova / Sergej Novitski  | Federica Faiella / Massimo Scali   | Sinead Kerr / John Kerr            |

## Uitslagen
| #                   | naam (deelname)           | land                           | punten | korte kür | lange kür |
| ------------------- | ------------------------- | ------------------------------ | ------ | --------- | --------- |
| 1                   | Brian Joubert (8)         | Vlag van Frankrijk             | 232.01 | 1         | 2         |
| 2                   | Samuel Contesti (2)       | Vlag van Italië                | 220.92 | 3         | 3         |
| 3                   | Kevin Van der Perren (10) | Vlag van België                | 219.36 | 4         | 4         |
| 4                   | Yannick Ponsero (3)       | Vlag van Frankrijk             | 219.30 | 9         | 1         |
| 5                   | Alban Préaubert (4)       | Vlag van Frankrijk             | 212.22 | 5         | 5         |
| 6                   | Tomáš Verner (7)          | Vlag van Tsjechië              | 207.98 | 2         | 7         |
| 7                   | Andrei Lutai (3)          | Vlag van Rusland               | 200.57 | 8         | 6         |
| 8                   | Kristoffer Berntsson (10) | Vlag van Zweden                | 186.15 | 7         | 10        |
| 9                   | Sergej Voronov (2)        | Vlag van Rusland               | 184.96 | 6         | 13        |
| 10                  | Michal Březina (2)        | Vlag van Tsjechië              | 183.19 | 17        | 8         |
| 11                  | Javier Fernández (3)      | Vlag van Spanje                | 182.91 | 12        | 11        |
| 12                  | Jamal Othman (4)          | Vlag van Zwitserland           | 178.79 | 20        | 9         |
| 13                  | Artmen Borodulin          | Vlag van Rusland               | 175.99 | 15        | 12        |
| 14                  | Ari-Pekka Nurmenkari (6)  | Vlag van Finland               | 170.88 | 10        | 19        |
| 15                  | Peter Liebers (2)         | Vlag van Duitsland             | 170.85 | 14        | 16        |
| 16                  | Igor Matsipura (4)        | Vlag van Slowakije             | 169.76 | 19        | 14        |
| 17                  | Przemysław Domański (4)   | Vlag van Polen                 | 165.24 | 16        | 18        |
| 18                  | Adrian Schultheiss (3)    | Vlag van Zweden                | 164.27 | 11        | 21        |
| 19                  | Anton Kovalevski (3)      | Vlag van Oekraïne              | 164.03 | 13        | 20        |
| 20                  | Clemens Brummer (2)       | Vlag van Duitsland             | 159.58 | 22        | 17        |
| 21                  | Gregor Urbas (9)          | Vlag van Slovenië              | 157.98 | 24        | 15        |
| 22                  | Alexander Majorov         | Vlag van Zweden                | 152.03 | 18        | 23        |
| 23                  | Boris Martinec (3)        | Vlag van Kroatië               | 150.80 | 21        | 22        |
| 24                  | Elliot Hilton (2)         | Vlag van Verenigd Koninkrijk   | 139.69 | 23        | 24        |
| Alleen kwalificatie |                           |                                |        |           |           |
| 25                  | Ruben Blommaert (2)       | Vlag van België                | 49.19  | 25        |           |
| 26                  | Maxim Shipov (2)          | Vlag van Israël                | 48.39  | 26        |           |
| 27                  | Kutay Eryoldas            | Vlag van Turkije               | 48.19  | 27        |           |
| 28                  | Damjan Ostojic            | Vlag van Bosnië en Herzegovina | 47.09  | 28        |           |
| 29                  | Viktor Pfeifer (3)        | Vlag van Oostenrijk            | 45.65  | 29        |           |
| 30                  | Georgi Kenchadze          | Vlag van Bulgarije             | 43.66  | 30        |           |
| 31                  | Alexandr Kazakov (2)      | Vlag van Wit-Rusland           | 42.70  | 31        |           |
| 32                  | Dmitri Kagirov            | Vlag van Wit-Rusland           | 41.94  | 32        |           |
| 33                  | Tomi Pulkkinen            | Vlag van Zwitserland           | 41.84  | 33        |           |
| 34                  | Zoltán Kelemen (3)        | Vlag van Roemenië              | 41.74  | 34        |           |
| 35                  | Tigran Vardanjan (2)      | Vlag van Hongarije             | 39.46  | 35        |           |
| 36                  | Boyito Mulder             | Vlag van Nederland             | 39.39  | 36        |           |
| 37                  | Saulius Ambrulevicius     | Vlag van Litouwen              | 36.96  | 37        |           |
| 38                  | Beka Shankulashvili       | Vlag van Georgië               | 36.31  | 38        |           |
| 39                  | Gegham Vardanjan          | Vlag van Armenië               | 33.37  | 39        |           |

| #                   | naam (deelname)              | land                         | punten | korte kür | lange kür |
| ------------------- | ---------------------------- | ---------------------------- | ------ | --------- | --------- |
| Goud                | Laura Lepistö (2)            | Vlag van Finland             | 167.32 | 1         | 2         |
| Zilver              | Carolina Kostner (7)         | Vlag van Italië              | 165.42 | 3         | 1         |
| Brons               | Susanna Pöykiö (7)           | Vlag van Finland             | 156.31 | 2         | 3         |
| 4                   | Alena Leonova                | Vlag van Rusland             | 143.99 | 11        | 4         |
| 5                   | Kiira Korpi (5)              | Vlag van Finland             | 139.01 | 7         | 6         |
| 6                   | Katarina Gerboldt            | Vlag van Rusland             | 137.05 | 5         | 8         |
| 7                   | Annette Dytrt (6)            | Vlag van Duitsland           | 136.98 | 12        | 5         |
| 8                   | Júlia Sebestyén (13)         | Vlag van Hongarije           | 134.47 | 14        | 7         |
| 9                   | Jenna McCorkell (6)          | Vlag van Verenigd Koninkrijk | 131.42 | 4         | 12        |
| 10                  | Tugba Karademir (8)          | Vlag van Turkije             | 130.85 | 9         | 10        |
| 11                  | Ivana Reitmayernova          | Vlag van Slowakije           | 130.20 | 6         | 11        |
| 12                  | Elena Glebova (4)            | Vlag van Estland             | 128.36 | 13        | 9         |
| 13                  | Candice Didier (3)           | Vlag van Frankrijk           | 124.07 | 16        | 13        |
| 14                  | Nella Simaova (2)            | Vlag van Tsjechië            | 120.61 | 10        | 17        |
| 15                  | Francesca Rio                | Vlag van Italië              | 119.61 | 17        | 15        |
| 16                  | Stefania Berton (2)          | Vlag van Italië              | 118.97 | 18        | 16        |
| 17                  | Viktoria Helgesson (2)       | Vlag van Zweden              | 118.39 | 24        | 14        |
| 18                  | Teodora Poštič (4)           | Vlag van Slovenië            | 114.95 | 15        | 18        |
| 19                  | Irina Movchan (2)            | Vlag van Oekraïne            | 111.52 | 8         | 20        |
| 20                  | Kerstin Frank                | Vlag van Oostenrijk          | 104.92 | 22        | 19        |
| 21                  | Karly Robertson              | Vlag van Verenigd Koninkrijk | 104.44 | 21        | 21        |
| 22                  | Manouk Gijsman               | Vlag van Nederland           | 103.28 | 19        | 22        |
| 23                  | Sonia Lafuente (2)           | Vlag van Spanje              | 101.70 | 20        | 23        |
| 24                  | Isabelle Pieman (3)          | Vlag van België              | 96.64  | 23        | 24        |
| Alleen kwalificatie |                              |                              |        |           |           |
| 25                  | Elene Gedevanisjvili (4)     | Vlag van Georgië             | 37.20  | 25        |           |
| 26                  | Nicole Graf                  | Vlag van Zwitserland         | 36.04  | 26        |           |
| 27                  | Roxana Luca (10)             | Vlag van Roemenië            | 35.40  | 27        |           |
| 28                  | Noemie Silberer              | Vlag van Zwitserland         | 35.18  | 28        |           |
| 29                  | Erle Harstad (2)             | Vlag van Noorwegen           | 34.66  | 29        |           |
| 30                  | Emma Hagieva                 | Vlag van Azerbeidzjan        | 33.96  | 30        |           |
| 31                  | Katherine Hadford (2)        | Vlag van Hongarije           | 33.76  | 31        |           |
| 32                  | Zanna Pugaca                 | Vlag van Letland             | 30.90  | 32        |           |
| 33                  | Sonja Radeva (6)             | Vlag van Bulgarije           | 30.64  | 33        |           |
| 34                  | Mirna Libric                 | Vlag van Kroatië             | 27.96  | 34        |           |
| 35                  | Karina Johnson               | Vlag van Denemarken          | 27.54  | 35        |           |
| 36                  | Beatrice Rozinskaite (2)     | Vlag van Litouwen            | 27.22  | 36        |           |
| 37                  | Julia Sheremet (3)           | Vlag van Wit-Rusland         | 26.56  | 37        |           |
| 38                  | Clara Peters                 | Vlag van Ierland             | 25.82  | 38        |           |
| 39                  | Maria-Elena Papasotiriou (3) | Vlag van Griekenland         | 22.28  | 39        |           |
| 40                  | Ani Vardanjan                | Vlag van Armenië             | 18.62  | 40        |           |

| #                   | naam (deelname)                                   | land                         | punten | korte kür | lange kür |
| ------------------- | ------------------------------------------------- | ---------------------------- | ------ | --------- | --------- |
| Goud                | Aliona Savchenko (7) Robin Szolkowy (5)           | Vlag van Duitsland           | 199.07 | 2         | 1         |
| Zilver              | Yuko Kawaguchi (2) Alexander Smirnov (2)          | Vlag van Rusland             | 182.77 | 3         | 2         |
| Brons               | Maria Moechortova (2) Maksim Trankov (2)          | Vlag van Rusland             | 182.07 | 1         | 4         |
| 4                   | Tatjana Volosozjar (6) Stanislav Morozov (8)      | Vlag van Oekraïne            | 171.34 | 4         | 3         |
| 5                   | Ljoebov Iljoesjetsjkina Nodari Maisoeradze        | Vlag van Rusland             | 147.84 | 5         | 5         |
| 6                   | Nicole Della Monica Yannick Kocon                 | Vlag van Italië              | 135.33 | 8         | 6         |
| 7                   | Erica Risseeuw Robert Paxton                      | Vlag van Verenigd Koninkrijk | 129.78 | 10        | 7         |
| 8                   | Maylin Hautsch Daniel Wende (5)                   | Vlag van Duitsland           | 129.67 | 9         | 8         |
| 9                   | Adeline Canac (2) Maximin Coia (2)                | Vlag van Frankrijk           | 129.06 | 7         | 10        |
| 10                  | Vanessa James Yannick Bonheur (5)                 | Vlag van Frankrijk           | 127.71 | 12        | 9         |
| 11                  | Stacey Kemp (4) David King (4)                    | Vlag van Verenigd Koninkrijk | 127.47 | 6         | 11        |
| 12                  | Marika Zanforlin (2) Federico Degli Esposti (2)   | Vlag van Italië              | 120.62 | 11        | 13        |
| 13                  | Anais Morand Antoine Dorsaz                       | Vlag van Zwitserland         | 118.52 | 15        | 12        |
| 14                  | Maria Sergejeva Ilja Glebov                       | Vlag van Estland             | 117.00 | 13        | 14        |
| 15                  | Joanna Sulej Mateusz Chruscinski                  | Vlag van Polen               | 114.96 | 14        | 15        |
| 16                  | Krystyna Klimczak Janusz Karweta                  | Vlag van Polen               | 112.20 | 16        | 16        |
| 17                  | Jessica Crenshaw Chad Tsagris (2)                 | Vlag van Griekenland         | 108.09 | 18        | 17        |
| 18                  | Ekaterina Kostenko (2) Roman Talan (2)            | Vlag van Oekraïne            | 103.97 | 17        | 18        |
| 19                  | Gabriela Cermanova Martin Hanulak                 | Vlag van Slowakije           | 97.21  | 19        | 19        |
| -                   | Ekaterina Sokolova-Sosinova (3) Fedor Sokolov (3) | Vlag van Israël              | 36.60  | 20        | t.z.t.    |
| Alleen kwalificatie |                                                   |                              |        |           |           |
| 21                  | Nina Ivanova Filip Zalevski (2)                   | Vlag van Bulgarije           | 32.44  | 21        |           |

| #                   | naam (deelname)                               | land                         | punten  | verpl. kür | org. kür | vrije kür |
| ------------------- | --------------------------------------------- | ---------------------------- | ------- | ---------- | -------- | --------- |
| Goud                | Jana Chochlova (4) Sergej Novitski (4)        | Vlag van Rusland             | 196.91  | 1          | 1        | 1         |
| Zilver              | Federica Faiella (9) Massimo Scali (8)        | Vlag van Italië              | 186.17  | 2          | 2        | 4         |
| Brons               | Sinead Kerr (6) John Kerr (6)                 | Vlag van Verenigd Koninkrijk | 185.20  | 3          | 3        | 3         |
| 4                   | Nathalie Pechalat (4) Fabian Bourzat (4)      | Vlag van Frankrijk           | 184.84  | 4          | 4        | 2         |
| 5                   | Anna Cappellini (3) Luca Lanotte (3)          | Vlag van Italië              | 172.67  | 7          | 6        | 5         |
| 6                   | Pernelle Carron (3) Mathieu Jost (3)          | Vlag van Frankrijk           | 168.03  | 6          | 5        | 7         |
| 7                   | Anna Zadorozhniuk (3) Sergei Verbillo (3)     | Vlag van Oekraïne            | 160.62  | 9          | 9        | 6         |
| 8                   | Ekaterina Rubleva (3) Ivan Shefer (3)         | Vlag van Rusland             | 156.43  | 12         | 10       | 9         |
| 9                   | Kristin Fraser (8) Igor Loekanin (9)          | Vlag van Azerbeidzjan        | 156.00  | 11         | 11       | 10        |
| 10                  | Katherine Copely (3) Deividas Stagniūnas (3)  | Vlag van Litouwen            | 155. 57 | 15         | 8        | 8         |
| 11                  | Alexandra Zaretski (4) Roman Zaretski (4)     | Vlag van Israël              | 155.56  | 10         | 7        | 11        |
| 12                  | Carolina Hermann Daniel Hermann               | Vlag van Duitsland           | 146.00  | 14         | 15       | 12        |
| 13                  | Alla Beknazarova (3) Vladimir Zuev (3)        | Vlag van Oekraïne            | 145.01  | 13         | 13       | 13        |
| 14                  | Caitlin Mallory Kristian Rand (2)             | Vlag van Estland             | 139.03  | 19         | 16       | 14        |
| 15                  | Barbora Silná (3) Dmitri Matsjuk (4)          | Vlag van Oostenrijk          | 138.46  | 17         | 14       | 19        |
| 16                  | Isabella Pajardi Stefano Caruso               | Vlag van Italië              | 138.10  | 18         | 17       | 15        |
| 17                  | Kamila Hájková (4) David Vincour (4)          | Vlag van Tsjechië            | 137.87  | 16         | 19       | 16        |
| 18                  | Christina Chitwood Mark Hanretty              | Vlag van Verenigd Koninkrijk | 134.98  | 20         | 18       | 17        |
| 19                  | Terra Findlay Benoit Richaud                  | Vlag van Frankrijk           | 131.23  | 21         | 20       | 20        |
| 20                  | Joanna Budner (3) Jan Moscicki (3)            | Vlag van Polen               | 128.73  | 22         | 22       | 18        |
| 21                  | Leonie Krail (3) Oscar Peter (4)              | Vlag van Zwitserland         | 122.19  | 23         | 23       | 21        |
| 22                  | Oksana Klimova Sasha Palomäki                 | Vlag van Finland             | 120.61  | 24         | 21       | 22        |
| 23                  | Ksenia Shmirina (2) Egor Maistrov (2)         | Vlag van Wit-Rusland         | 110.85  | 25         | 24       | 23        |
| -                   | Nóra Hoffmann (6) Maxim Zavozin               | Vlag van Hongarije           | 77.96   | 8          | 12       | t.z.t.    |
| Alleen kwalificatie |                                               |                              |         |            |          |           |
| 25                  | Ina Demireva (2) Juri Kurakin (2)             | Vlag van Bulgarije           | 48.46   | 26         | 25       |           |
| 26                  | Christa-Elizabeth Goulakos (2) Bradley Yaeger | Vlag van Griekenland         | 45.28   | 27         | 26       |           |
| 27                  | Nadine Ahmed (2) Bruce Porter (2)             | Vlag van Azerbeidzjan        | 42.08   | 28         | 27       |           |
| -                   | Oksana Domnina (7) Maksim Sjabalin (7)        | Vlag van Rusland             | 33.53   | 5          | t.z.t.   |           |

Medaillewinnaars

Mannen · 
Vrouwen ·
Paren · 
IJsdansen

Toernooi

1891 · 
1892 · 
1893 · 
1894 · 
1895 · 
1896-1897 · 
1898 · 
1899 · 
1900 · 
1901 · 
1902-1903 · 
1904 · 
1905 · 
1906 · 
1907 · 
1908 · 
1909 · 
1910 · 
1911 · 
1912 · 
1913 · 
1914 · 
1915-1921 · 
1922 · 
1923 · 
1924 · 
1925 · 
1926 · 
1927 · 
1928 · 
1929 · 
1930 · 
1931 · 
1932 · 
1933 · 
1934 · 
1935 · 
1936 · 
1937 · 
1938 · 
1939 ·
1940-1946 · 
1947 · 
1948 · 
1949 · 
1950 · 
1951 · 
1952 · 
1953 · 
1954 · 
1955 · 
1956 · 
1957 · 
1958 · 
1959 · 
1960 · 
1961 · 
1962 · 
1963 · 
1964 · 
1965 · 
1966 · 
1967 · 
1968 · 
1969 · 
1970 · 
1971 · 
1972 · 
1973 · 
1974 · 
1975 · 
1976 · 
1977 · 
1978 · 
1979 · 
1980 · 
1981 · 
1982 · 
1983 · 
1984 · 
1985 · 
1986 · 
1987 · 
1988 · 
1989 · 
1990 · 
1991 · 
1992 · 
1993 · 
1994 · 
1995 ·
1996 · 
1997 · 
1998 · 
1999 · 
2000 · 
2001 · 
2002 · 
2003 · 
2004 · 
2005 · 
2006 ·
2007 ·
2008 ·
2009 ·
2010 ·
2011 ·
2012 ·
2013 ·
2014 ·
2015 ·
2016 ·
2017 ·
2018 ·
2019 ·
2020 ·
2021 · 
2022 · 
2023 · 
2024 · 
2025

WK kunstschaatsen ·
WK kunstschaatsen junioren ·
Viercontinentenkampioenschap ·
Olympische Spelen